# آنتونی ولنتاین
آنتونی ولنتاین (انگلیسی: Anthony Valentine؛ ‏ ۱۷ اوت ۱۹۳۹ – ۲ دسامبر ۲۰۱۵) بازیگر اهل بریتانیا بود.
از فیلم‌ها یا برنامه‌های تلویزیونی که وی در آن نقش داشته‌است، می‌توان به هیچ راهی برای بازگشت نیست، نمایش، فرار به آتن، فضا: ۱۹۹۹، داستان‌های باورنکردنی، ماجراهای شرلوک هلمز، پوآرو، تلفات، خیابان کورونیشن، جفرسون در پاریس و بازداشتگاه کلدیتز اشاره کرد.